# Frank Thiel (Politiker)

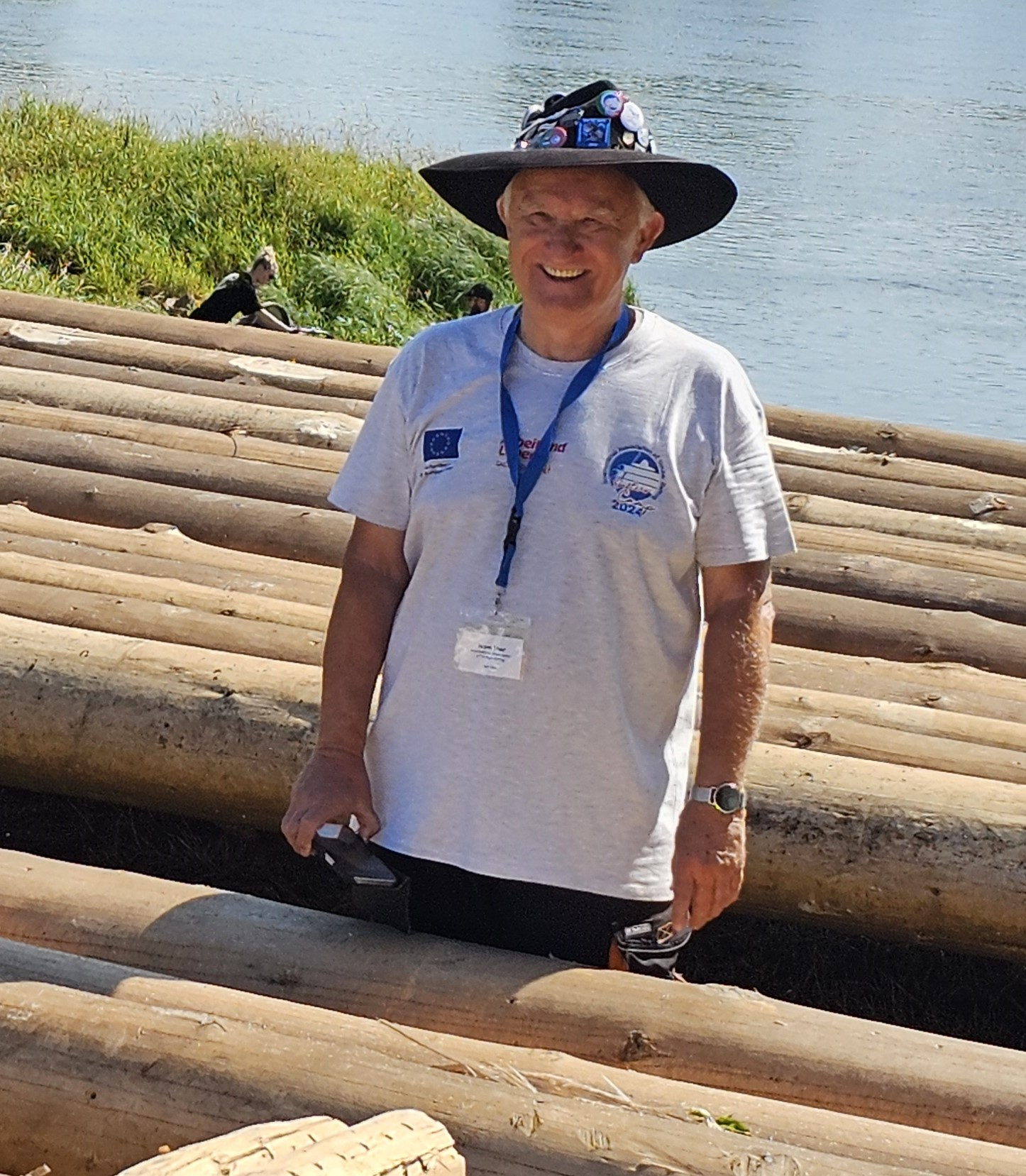
Frank Thiel, 2024

Frank Thiel (* 12. März 1952 in Nißma) ist ein ehemaliger deutscher Politiker der Partei Die Linke und derzeit der Präsident der Internationalen Flößerei-Vereinigung.

## Leben und Beruf
1970 erwarb Frank Thiel sein Abitur und seinen Facharbeiter im Maschinenbau. Von 1970 bis 1974 studierte er Physik an der Karl-Marx-Universität Leipzig und erwarb 1974 sein Diplom als Physiker. Von 1974 bis 1978 war er wissenschaftlicher Assistent an der Karl-Marx-Universität Leipzig, wo ihm 1981 der Dr. rer. nat. auf dem Gebiet der Chemie verliehen wurde. Von 1978 bis 1989 war er als hauptamtlicher Mitarbeiter und Sekretär in der FDJ- und SED-Kreisleitung der Universität Leipzig tätig. Des Weiteren war er von 1990 bis 1991 Forschungsmitarbeiter an der Universität Leipzig, bevor er anschließend knapp ein Jahr arbeitslos war. Sein Berufsleben setzte er anschließend von 1992 bis 1994 als EDV-Systemberater und von 1994 bis 1996 als Niederlassungsleiter einer Schweizer Informatik AG fort. Von 1996 bis 2016 war er selbständiger Unternehmer (Entwicklung und Vertrieb der Facility Management Software VIOLA).
Seit 2016 ist er pensioniert.
Er ist verheiratet und hat zwei Kinder.

## Partei
Von 1971 bis 1989 war Thiel Mitglied der SED. Seit 1990 gehört er der PDS bzw. bis Anfang November 2024 der Partei Die Linke an. Von 1978 bis 1980 war er Sekretär der FDJ-Kreisleitung Universität Leipzig. Von 1981 bis 1989 dann politischer Mitarbeiter der SED-Kreisleitung der Universität Leipzig und zudem von 1988 bis 1989 Sekretär der SED-Kreisleitung Universität Leipzig. 1990/1991 war er stellvertretender Vorsitzender des PDS-Bezirksvorstandes Leipzig. Von 2002 bis 2008 war er Mitglied im Kreisvorstand der PDS bzw. der Partei Die Linke im Burgenlandkreis. Von 2004 bis 2006 war er zudem Mitglied im Kreistag Burgenlandkreis.

## Abgeordneter
Seit Beginn der 4. Wahlperiode (2002) bis zum Ausscheiden (2016) war er Mitglied des Landtages von Sachsen-Anhalt. Frank Thiel war seit Juni 2004 Parlamentarischer Geschäftsführer der PDS bzw. der Fraktion Die Linke. Sein Amt als Parlamentarischer Geschäftsführer legte er am 25. Januar 2014 mit Wirkung zum 1. Februar 2014 nieder. Thiel war Mitglied des Ausschusses für Wirtschaft und Arbeit und Mitglied des Ältestenrates.

## Ehrenämter
- Vorstandsmitglied Kirchenförderverein Nißma 2005–2012
- 1. Vorsitzender des Fördervereins Elsterfloßgraben e.V.seit 2009
- 2. Vorsitzender der Deutschen Flößerei-Vereinigung seit 2017
- Beisitzer im Vorstand des Landesheimatbundes Sachsen-Anhalt seit 2017
- Präsident der Internationalen Flößerei-Vereinigung seit 2021
- Leiter der Fachgruppe Elbeflößer im Kultur- und Heimatverein Magdeburg e.V. seit 2022
- Stellvertretender Ortsbürgermeister von Beyendorf-Sohlen (Stadt Magdeburg) 2019–2024